# Karl-May-Höhle

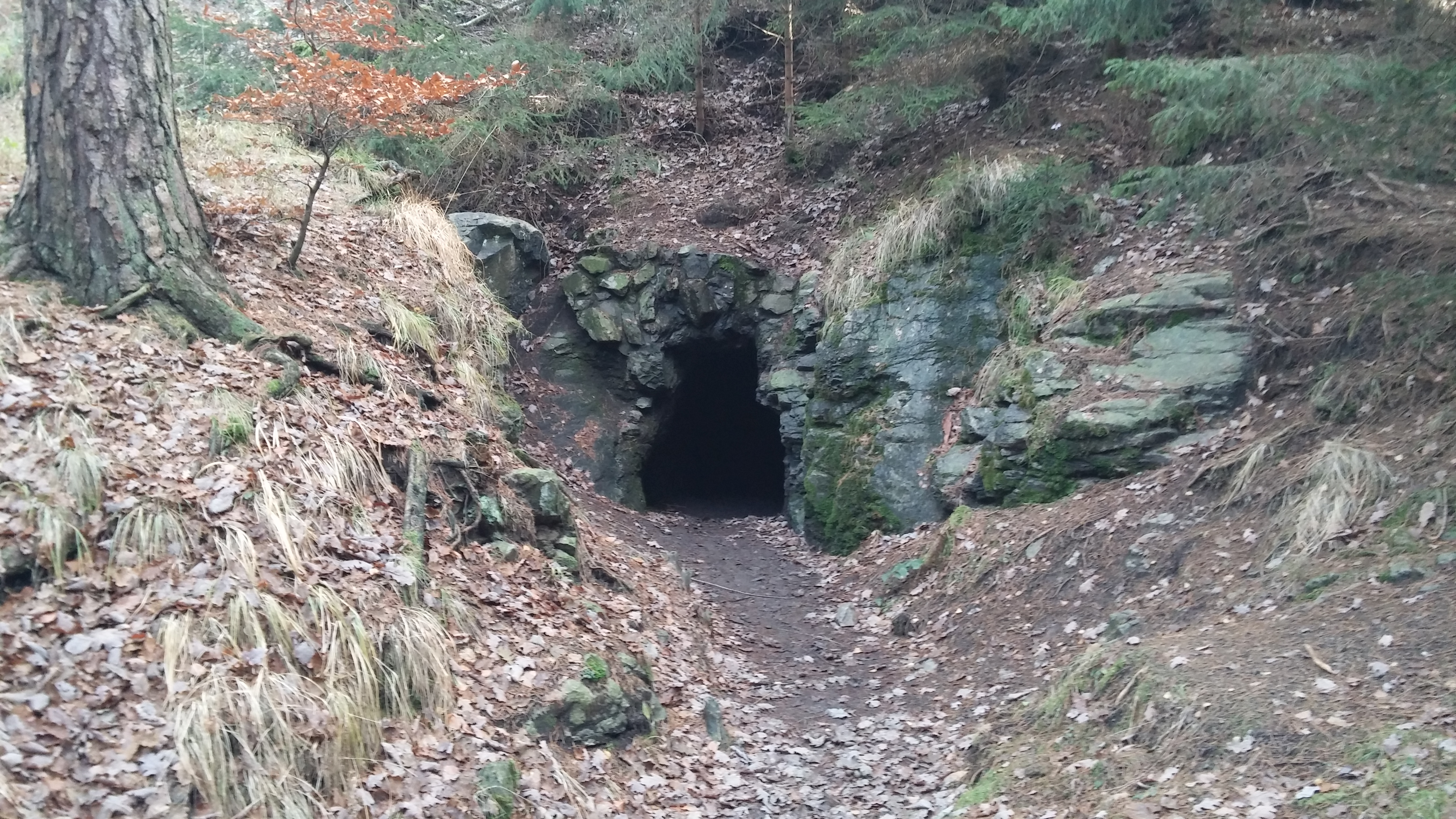
Eingang der Höhle

Die Karl-May-Höhle, auch Kleine Eisenhöhle oder Räuberhöhle genannt, ist eine Höhle in der Gemarkung Waldenburger Oberwald nördlich von Hohenstein-Ernstthal im sächsischen Landkreis Zwickau.

## Geschichte
Die heute unter Denkmalschutz stehende Höhle geht auf den Bergbau zu Beginn des 17. Jahrhunderts zurück. Damals trieb man auf der Suche nach Eisenerz mehrere Stollen in das Serpentinitgestein des Kiefernberges und des vorgelagerten Steinberges; die heutige Karl-May-Höhle war ein solcher Stollen aus dem Jahr 1620 und ist als einziger aus dem Oberwald bis heute erhalten geblieben. Laut einer Chronik war der Initiator ein Lungwitzer Bürger namens Haugk, der aber keine weitere Unterstützung erfuhr, so dass er darüber verarmte und die Eisenförderung an dieser Stelle unterblieb.
In den Jahren 1771/72, als Missernten zu Teuerung und Hungersnot geführt hatten, trieb eine Räuberbande unter dem Hohensteiner Christian Friedrich Harnisch in der Gegend ihr Unwesen und nutzte die Stollen als Unterschlupf und Versteck für ihr Diebesgut, das man nach der Ergreifung der Räuber dort auch wieder fand. Seitdem wurden die Stollen dieser Gegend „Räuberhöhlen“ genannt. Es gilt jedoch als unwahrscheinlich, dass die heutige Karl-May-Höhle selbst auch in dieser Funktion genutzt wurde, da sie aufgrund ihrer Enge und ihrer Feuchtigkeit hierfür wohl kaum geeignet war. Ein wesentlich größerer, „Große Eisenhöhle“ genannter Stollen, existiert mindestens seit den 1930er Jahren nicht mehr.
Im Jahr 1869, als der 27-jährige Karl May (1842–1912) mehrfach wegen Diebstahls mit dem Gesetz in Konflikt geriet, nutzte er diese Höhle als Schlupfwinkel und Versteck für seine Habseligkeiten. Im Jahr 1874 setzte er der Höhle in seiner Erzählung „Die Rose von Ernstthal“ ein literarisches Denkmal. Es handelt sich dabei um die erste bis heute erhaltene größere Veröffentlichung Mays.
Zu Anfang der 1930er Jahre wurde beschlossen, die Höhle nicht – wie die „Große Eisenhöhle“ – dem florierenden Steinbruchbetrieb zu opfern, und am 18. Mai 1933 erhielt sie ihren heutigen offiziellen Namen. Zu DDR-Zeiten war die Höhle lange bergamtlich verwahrt und für Besucher gesperrt; inzwischen ist sie wieder frei zugänglich.
Im Jahr 1976 war der Platz vor der Höhle einer der Drehorte für den siebenteiligen Krimi „Gefährliche Fahndung“.

## Beschreibung
Die Höhle ist ein anfangs etwa mannshoher, gut einen Meter breiter Gang, der in einer leichten Linkskurve ins Berginnere führt. Nach etwa 20 Metern gabelt er sich in einen linken 9 Meter und einen rechten 13 Meter langen Gang. Die Höhle ist recht feucht, teils – insbesondere auf den ersten zehn Metern – steht auf dem Höhlenboden das Wasser. Über einige größere Steine ist es dennoch möglich, trockenen Fußes hineinzugelangen.

## Ansichten

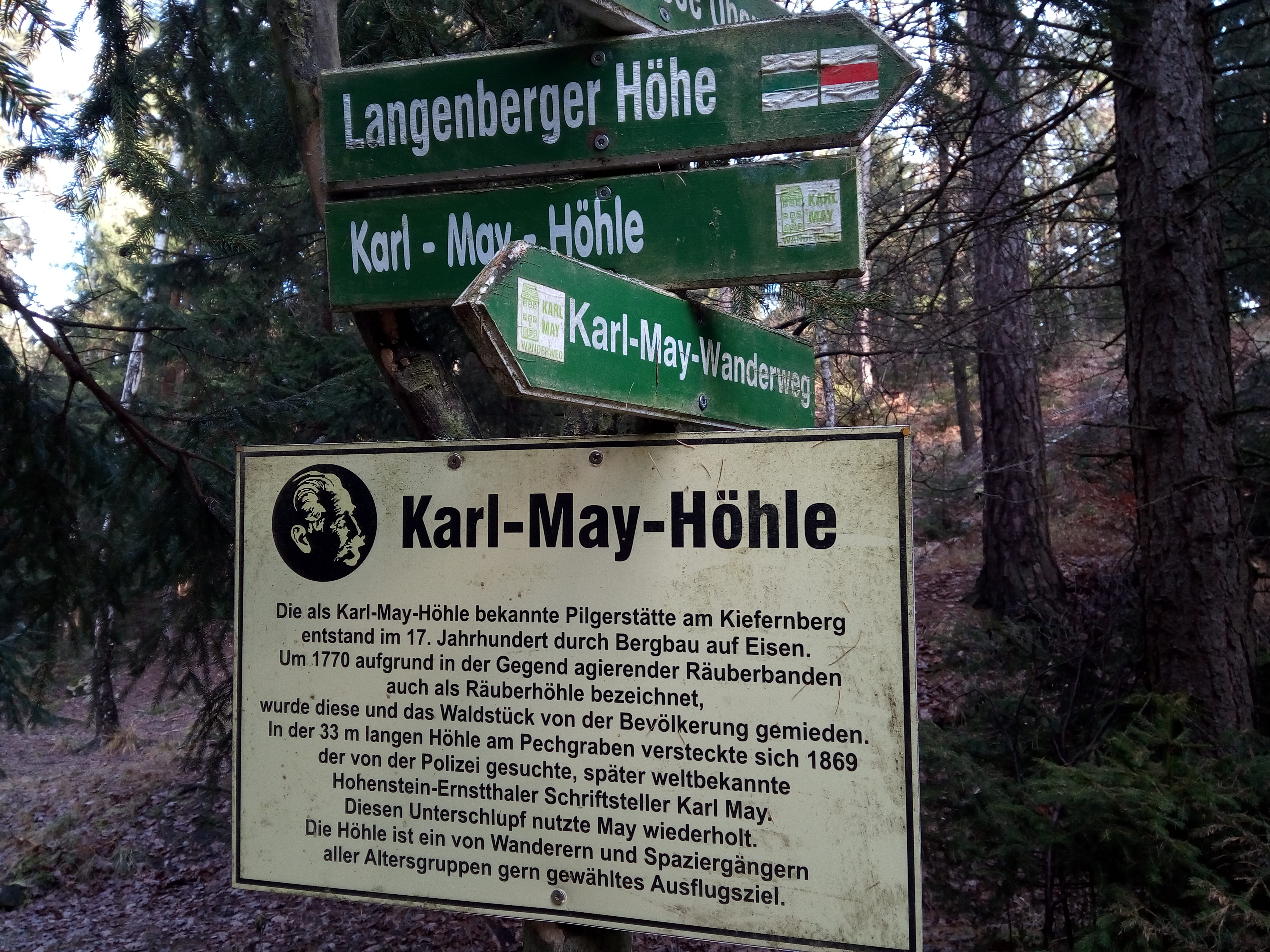
Wegweiser
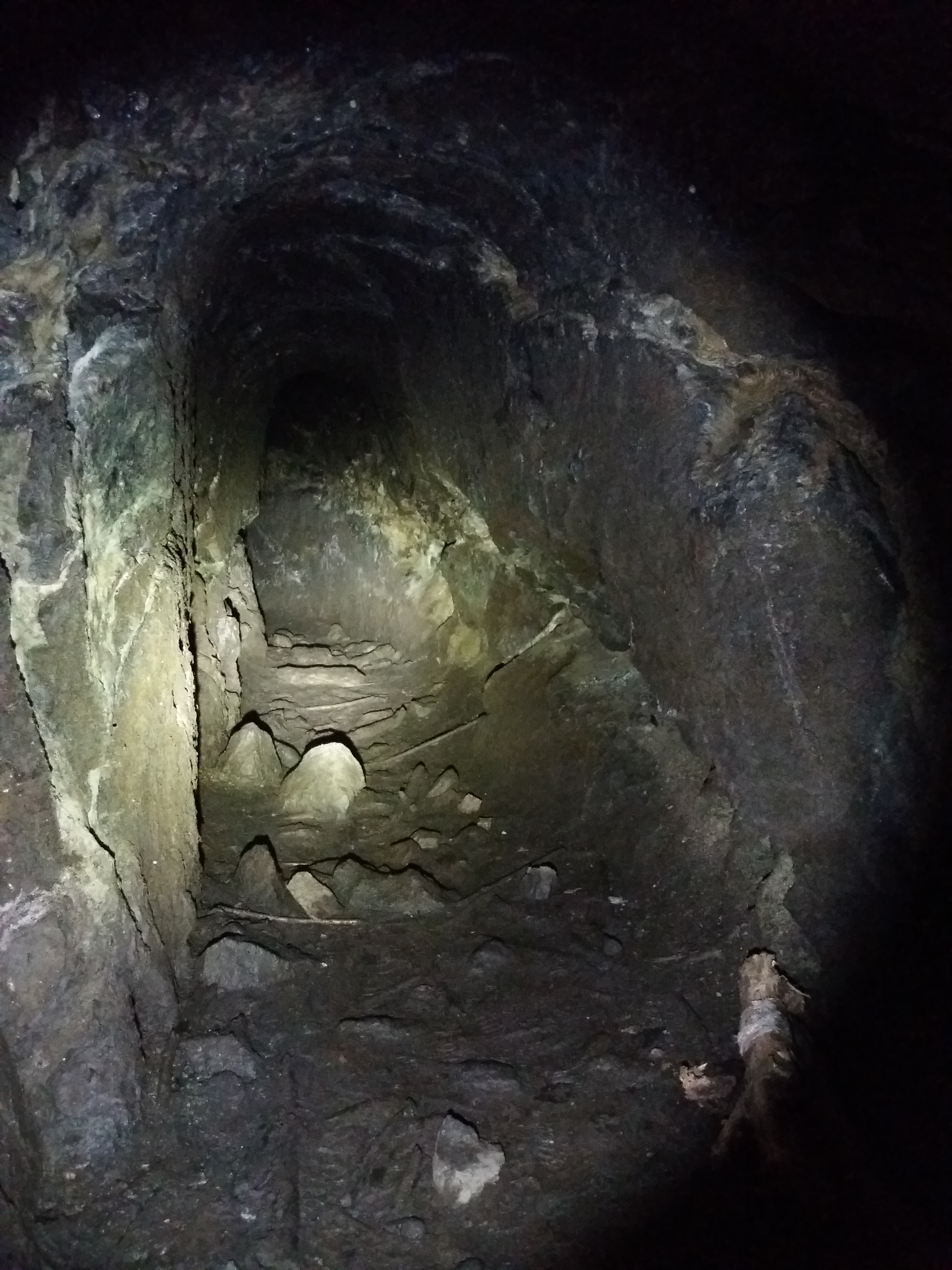
Höhlengang
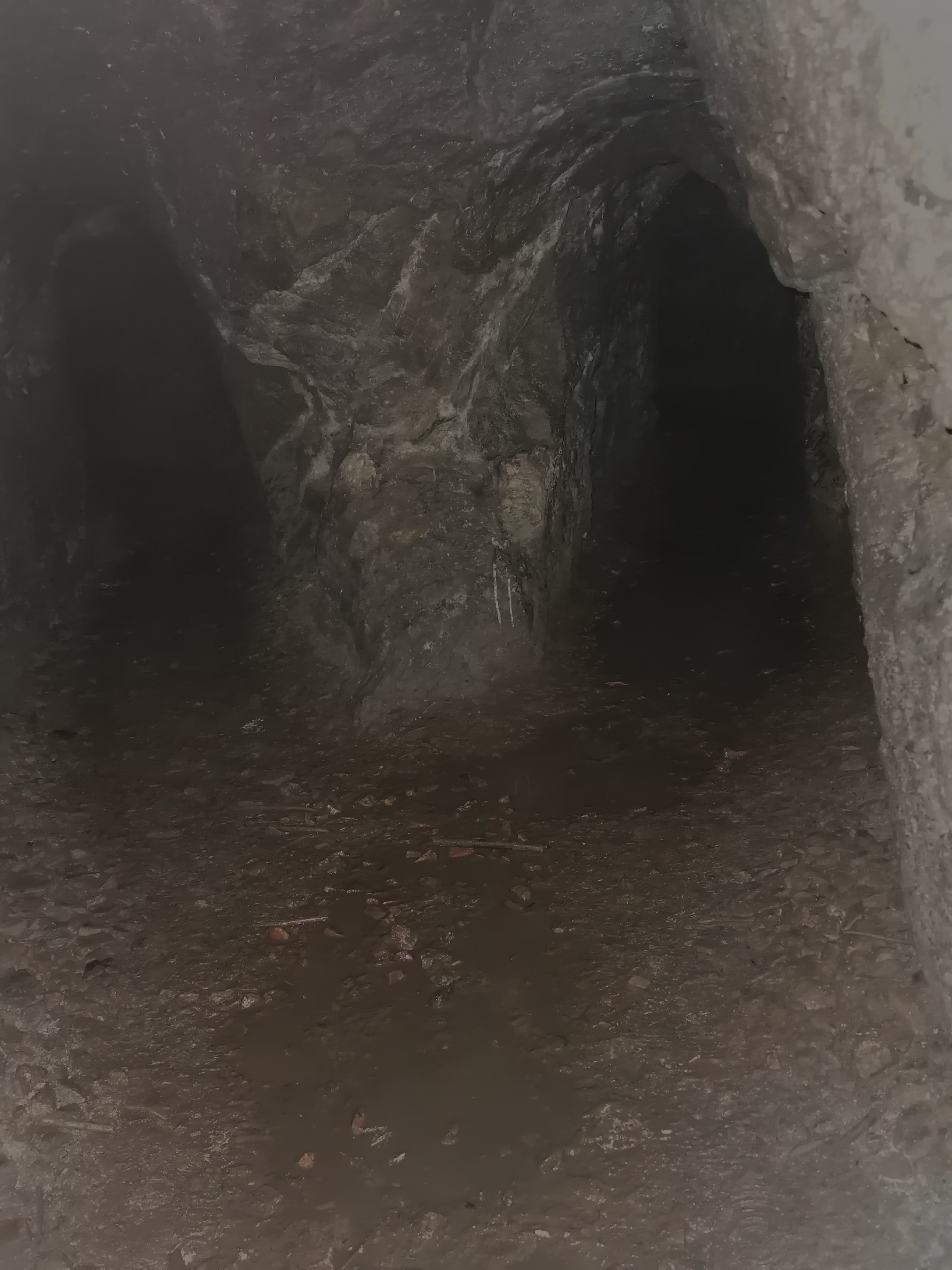
Aufgabelung des Stollens etwa 20 Meter hinter dem Höhleneingang
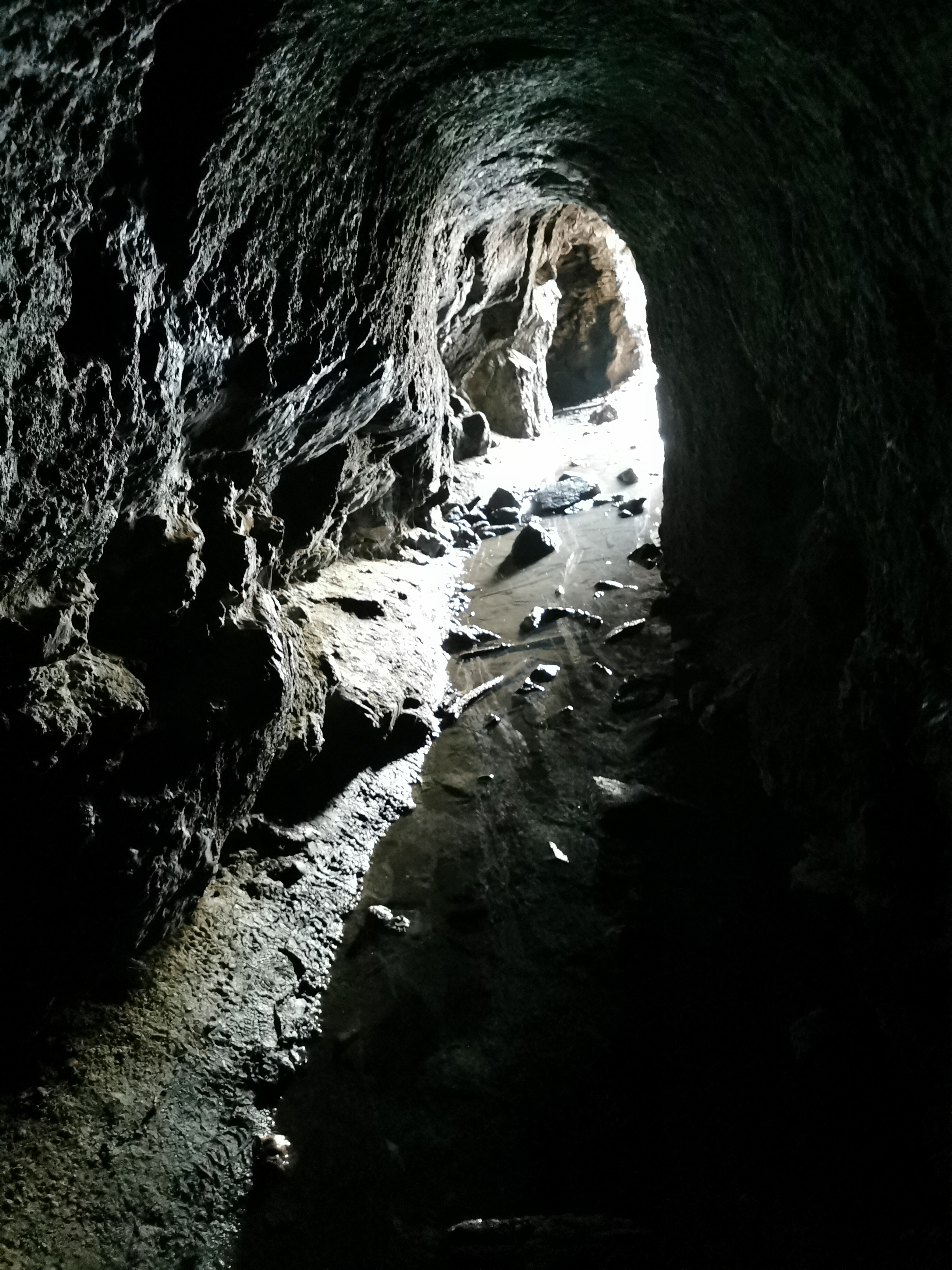
Blick aus dem Inneren zum Eingang. Beachte den nassen Höhlenboden